# Калужское сельское поселение (Краснодарский край)
Калу́жское сельское поселение — муниципальное образование в Северском районе Краснодарского края России. 
В рамках административно-территориального устройства Краснодарского края ему соответствует Калужский сельский округ.
Административный центр — станица Калужская.

## Символика
Флаг Калужского сельского поселения утверждён 7 декабря 2010 года решением Совета Калужского сельского поселения.

## История
Калужское сельское поселение в составе Северского района было образовано согласно Закону Краснодарского края от 1 апреля 2004 года №677-КЗ.

## Население
| 2010  | 2012  | 2013  | 2014  | 2015  | 2016  | 2017  |
| ----- | ----- | ----- | ----- | ----- | ----- | ----- |
| 1955  | ↗1984 | ↘1983 | ↗1988 | ↗1990 | ↗2027 | ↗2036 |
| 2018  | 2019  | 2020  | 2021  | 2023  |       |       |
| ↘2026 | ↗2040 | ↗2048 | ↗2099 | ↗2108 |       |       |

## Населённые пункты
В состав сельского поселения (сельского округа) входят 2 населённых пункта:
| № | Населённый пункт | Тип населённого пункта | Население (чел.) |
| - | ---------------- | ---------------------- | ---------------- |
| 1 | Калужская        | станица                | ↗1925            |
| 2 | Чибий            | посёлок                | ↘30              |

## Местное самоуправление
Глава сельского поселения
Иванченко Гульфия Салиховна